# 阿根廷鯷
阿根廷鯷（学名：Engraulis anchoita）為輻鰭魚綱鲱形目鳀科的其中一種，分布於西南大西洋區，從巴西里約熱內盧至阿根廷海域，棲息深度30-200公尺，本魚吻突出而尖，直徑約3/4眼徑，到達前鰓蓋前緣，口具小細齒，背部藍黑色，腹部白色，魚鰭透明，背鰭軟條15-16枚，臀鰭軟條17-21枚，體長可達17公分，棲息沿海海域，每年夏季及冬季會進行洄游，以浮游生物為食，為高經濟價值的食用魚。

## 擴展閱讀
維基物種上的相關：阿根廷鯷